# Conchita Martinez Granados
Conchita Martinez Granados (født 20. januar 1976 i Barcelona, Spanien) er en tidligere kvindelig professionel tennisspiller fra Spanien. 
Conchita Martinez Granados højeste rangering på WTA single rangliste var som nummer 66, hvilket hun opnåede 5. maj 2003. I double er den bedste placering nummer 82, hvilket blev opnået 23. juni 2003. 